# Aragami (pel·lícula)
Aragami (荒神, Kōjin, també coneguda com Aragami: The Raging God of Battle) és una pel·lícula d'acció del Japó de 2003 dirigida per Ryuhei Kitamura. Va ser la contribució de Kitamura al Duel Project, un repte llançat pel productor Shinya Kawai a ell i al seu company Yukihiko Tsutsumi per filmar un llargmetratge amb només dos actors, lluitant en un escenari, en només el període de una setmana.

## Argument
Dos samurais greument ferits troben refugi d'una tempesta en un temple aïllat, la llar d'un espadatxí i d'una jove misteriosa.
Un samurai es desperta i descobreix que el seu company no només ha mort, sinó que les seves ferides s'han curat miraculosament. Descobreix que li ha donat el poder de la immortalitat l'espasaxinès, un home conegut abans com el llegendari Miyamoto Musashi, que ara viu una existència interminable com Aragami, un "déu de la batalla".

## Producció
La pel·lícula es va rodar entre el 29 de maig de 2002 i el 7 de juny de 2002.